# Síndrome coronario agudo
El síndrome coronario agudo (SCA) hace referencia al grupo de síntomas atribuidos a la obstrucción de las arterias coronarias. El síntoma más común que indica el diagnóstico de un SCA es el dolor de pecho, generalmente irradiado hacia el brazo izquierdo o el ángulo de la mandíbula, de tipo opresivo, y asociado a náuseas y sudoración. El síndrome coronario agudo generalmente ocurre como resultado de uno de tres problemas: infarto agudo de miocardio con ST elevado (30%), infarto agudo de miocardio sin ST elevado (25%), o angina inestable (38%).
Estos tres tipos reciben el nombre de acuerdo con la apariencia del electrocardiograma (ECG/EKG) como "infarto agudo de miocardio sin elevación del segmento ST" (NSTEMI) e infarto agudo de miocardio con elevación del segmento ST. Pueden existir algunas variaciones en cuanto a qué formas de infarto del miocardio (MI) son clasificadas como síndrome coronario agudo.
El SCA debe ser distinguido de la angina estable, que ocurre durante esfuerzo físico y remite con el descanso. En contraste con la angina estable, la angina inestable ocurre inesperadamente, a menudo en reposo o con mínimo esfuerzo, o en menor grado de esfuerzo que la angina previa del individuo ("crescendo angina"). La aparición nueva de angina es también considerada como angina inestable, puesto que sugiere un nuevo problema en una arteria coronaria.
Aunque el SCA es usualmente asociado con trombosis coronaria, también puede ser asociado con el uso de cocaína. El dolor cardíaco en el pecho también puede ser causado por anemia, bradicardia (frecuencia cardiaca excesivamente lenta) o taquicardia (frecuencia cardiaca excesivamente rápida).

## Síntomas
El síntoma cardinal del flujo sanguíneo disminuido hacia el corazón es dolor en el pecho que se experimenta como opresión alrededor del pecho que puede estar o no irradiado hacia el brazo izquierdo y al ángulo izquierdo de la mandíbula. Esto puede estar asociado con diaforesis (sudoración), náusea y vómito, así como disnea (dificultad para respirar). En muchos casos, la sensación es "atípica", puesto que el dolor se experimenta de forma diferente o incluso estando completamente ausente (más común en pacientes de sexo femenino y aquellos con diabetes). Algunas personas reportan palpitaciones, ansiedad, o un sentimiento de muerte inminente y la sensación de estar muy enfermos. La descripción de dolor en el pecho, como presión, tiene poca utilidad en el diagnóstico porque no es específico para el SCA.

## Diagnóstico

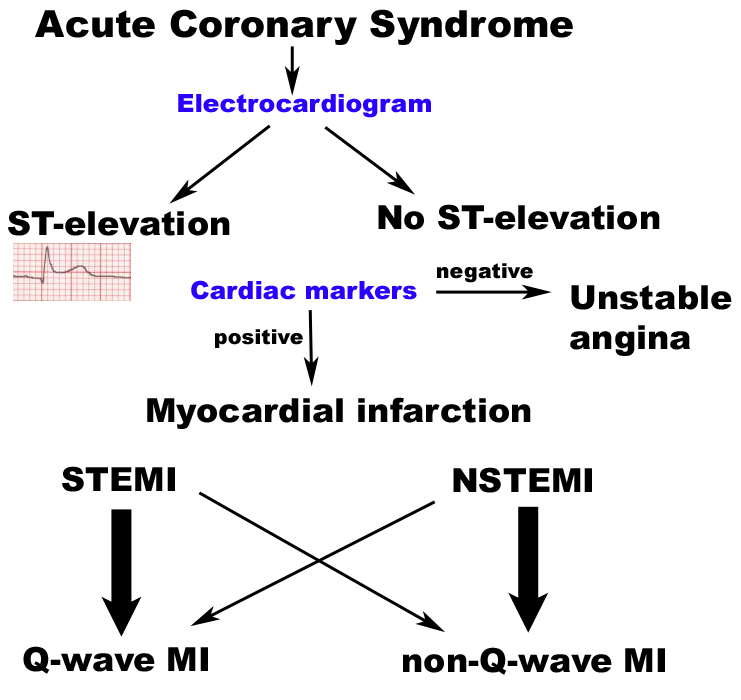
Clasificación de síndromes coronarios agudos.

El diagnóstico del síndrome coronario agudo debe estar inmerso dentro del enfrentamiento del dolor torácico, el cual incluye patologías de alta morbimortalidad (SCA, TEP, síndrome aórtico agudo, neumotórax, mediastinitis, etc.) y el diagnóstico moderno, sin dejar de lado estas otras patologías, se basa en 3 pilares: la presentación clínica, un electrocardiograma y un marcador biológico (de estar disponible, troponina altamente sensible). (Métodos diagnósticos en síndrome coronario agudo)

### Electrocardiograma
En el caso de dolor agudo en el pecho, el electrocardiograma es la técnica que distingue con mayor fiabilidad entre las causas. Si indica daño agudo al corazón (elevación del “segmento ST”, nuevo bloqueo de la rama izquierda), el tratamiento para un infarto cardíaco en la forma de angioplastia o trombólisis se indica de manera inmediata (ver abajo). En ausencia de estos cambios, no es posible distinguir de manera inmediata entre la angina inestable y el NSTEMI (non-ST segment elevation myocardial infarction).

### Imagen médica y pruebas de sangre
Al ser el dolor de pecho solo una de muchas causas potenciales, al paciente se le realizan una serie de pruebas en el área de emergencias, como radiografías de pecho, exámenes sanguíneos (incluyendo marcadores miocárdicos como troponina I o T, y H-FABP y/o un dímero-D si se sospecha de embolia pulmonar) y telemetría (monitoreo del ritmo cardiaco).

### Predicción de resultados
La puntuación ACI-TIPI puede ser usado para ayudar al diagnóstico; usando siete variables del registro de admisión, esta puntuación predice crudamente cuales pacientes tienen mayor posibilidad de tener isquemia miocárdica. Por ejemplo, de acuerdo con un ensayo controlado aleatorio, hombres que presentaba con dolor en el pecho con diagnóstico normal o sin diagnóstico de ECG tienen un mayor riesgo de tener síndrome coronario agudo que las mujeres. En este estudio, la sensibilidad fue de 65.2 % y la especificidad fue de 44 %. Este estudio en particular tuvo una prevalencia de 8.4 % de síndrome coronario agudo, lo que significa que el índice predictivo positivo de ser un hombre con dolor de pecho y con síndrome coronario agudo es de 9.6 % y el índice predictivo negativo es de 93.2 % para ajustar estos resultados para pacientes con mayor o menor riesgo de síndrome coronario agudo.

## Prevención
El síndrome coronario agudo frecuentemente refleja un grado de daño a las coronarias por arterioesclerosis. La prevención primara de la arteriosclerosis consiste en controlar los factores de riesgo siguientes: alimentación saludable, ejercicio, tratamiento para la hipertensión y la diabetes, evitar el fumar y controlar los niveles de colesterol; en pacientes con factores de riesgo significativos, la aspirina ha demostrado reducir el riesgo de eventos cardiovasculares. La prevención secundaria es discutida en infarto del miocardio. Después de implementarse una prohibición de fumar en lugares públicos cerrados en Escocia en mazo de 2006, hubo una reducción del 17 % en admisiones hospitalarias por síndrome coronario agudo. El 67 % de la disminución ocurrió en no fumadores.

## Tratamiento
Las personas que presentan el SCA normalmente son tratadas con aspirina, clopidogrel, nitroglicerina, entre otras. Si persiste dolor de pecho se trata con morfina. Otros analgésicos como el óxido nitroso son de beneficio desconocido
El síndrome coronario agudo (SCA) incluye al infarto agudo del miocardio (IAM) el cual puede ocurrir con y sin elevación del segmento ST (STEMI y NSTEMI, respectivamente), y por último un SCA también incluye al cuadro de angina inestable (AI).
Si el electrocardiograma cambia sugestivamente de infarto al miocardio, esto provocaría elevaciones en ciertas ramas o aspectos por así decirlo y se presenta un bloque en el lado izquierdo o en un verdadero posterior produciría trombolíticos que pudo haber sido ocasionado primero por una angioplastia primaria coronaria que se pudo haber formado. Para su medicación se estimula mediante una inyección a los fibras presentes en la rama o en la parte, esto produciría la destrucción de células sanguíneas obstruyendo la arteria coronal, si falla después con un catéter de manera femoral o por una manera radial en las arterias, y a una distancia corta del corazón se intentaría identificar lo que bloquea las coronarias, cuando se encuentran estas oclusiones, pueden ser intervenidas mediante una angioplastia del cual se podría producir una lesión denominada como lesión cuprita, se piensa que lo que ocasiona el daño al miocardio, se debe según los datos sugeridos a la transferencia y al tratamiento del mismo y estos son muy esenciales en una persona con SCA:. El tiempo estándar de administración trombolítica de acuerdo al Colegio Americano de Cardiología demuestra que el tiempo es de 30 minutos, y si la lesión se debe a un globo coronario cutáneo es de 90 minutos en promedio. Se encontró que la trombólisis tiene una cierta relación directa con el STEMI, en comparación al PCi con el control de caso.

### NSTEMI y NSTE-SCA
Si el ECG no muestra los cambios típicos se trata de SCA sin elevación del segmento ST, el paciente podrá sufrir un "-ST elevación del segmento MI" (NSTEMI). El manejo aceptado de una angina inestable y el SCA es tratado en teoría por la aspirina, en segundo lugar un inhibidor como el clopidogrel o diacilglicerol y con heparina (de baja densidad) como la enoxaparina, de manera intravenosa el trinitroglicerol y trinitroglicerina y opioide si el problema persiste. 
Una prueba de sangre sería utilizada solo si las troponinas cardíacas no progresa en una rango de 12 horas, si el resultado es positivo sería una angiografía coronaria típica en un basis urgente y es fácilmente predecible en el ataca del corazón y en un futuro no muy lejano, si la troponina es negativa, ejercicios con treadmill test sería requerido. 
Si no hay evidencia de una segmentación ST elevada en el ECG, con una angioplastia hasta la mañana siguiente si no es interior hay que hacerlo de manera inmediata.
En un estudio de observación comparado con el NSTEMI y el STEMI, pacientes con el NSTEMI han tenido estadísticamente similitudes con la mortalidad, un año después, PCI comparado con pacientes STEMI (3.4% contra 4.4%).
Sin embargo NSTEMI pronostica o tiene más significado con los eventos cardíacos como la muerte o un infarto al miocardio donde se requiere deshabilitar un rompimiento o una vascularización después de un año. 
La cocaína asociada con la ASC es manejada similar con los pacientes con este síndrome excepto los bloqueos beta, ya que funciona como la morfina y desencadena una estimulación para bajar el dolor mismo.

## Prognosis

### Marcador TIMI
El marcador de riesgo TIMI se identifica como un gran riesgo en pacientes.

### Biomarcadores para el diagnóstico
La manera de los marcadores de diagnóstico es identificar a pacientes que presentan el SCA cuando no hay evidencia de una lesión en el músculo del corazón. La isquemia de la albúmina modificada (IMA), en los casos de isquemia en la albúmina se dirigen al cambio conformacional y la pérdida de la lesión para la congestión transicional de metales como el cobalto el acero. IMA puede ser usado para la proporción modificada de albúmina en una isquemia. Los diagnósticos de isquemia ocurren a la par el diagnóstico. 
MPO, Se refiere a los niveles circulante de MPO, una enzima leucocitaria que eleva SCA y puede usarse como un marcador para esta condición. 
La troponina es un marcador cardíaco para la SCA.

### Biomarcadores para un riesgo estratificado
La respuesta del diagnóstico se ve reflejada en los diferentes componentes de la patología y fisiología de la SCA, por ejemplo:
El péptido natriurético, el natriurético atrial y el cerebral son usados para predecir el riesgo de muerte por el SCA.